# Blake Williams
Robert Blake Williams (Stonewall County, 18 ottobre 1924 – Fort Collins, 11 novembre 2003) è stato un cestista statunitense.

## Carriera
Dopo la carriera universitaria a Oklahoma A&M, giocò nella AAU con i Denver Chevrolets.
Con gli Stati Uniti ha disputato il Campionato del mondo del 1950, vincendo la medaglia d'argento.

## Palmarès
- 2 volte campione NCAA (1945, 1946)